# Oberbantenberg

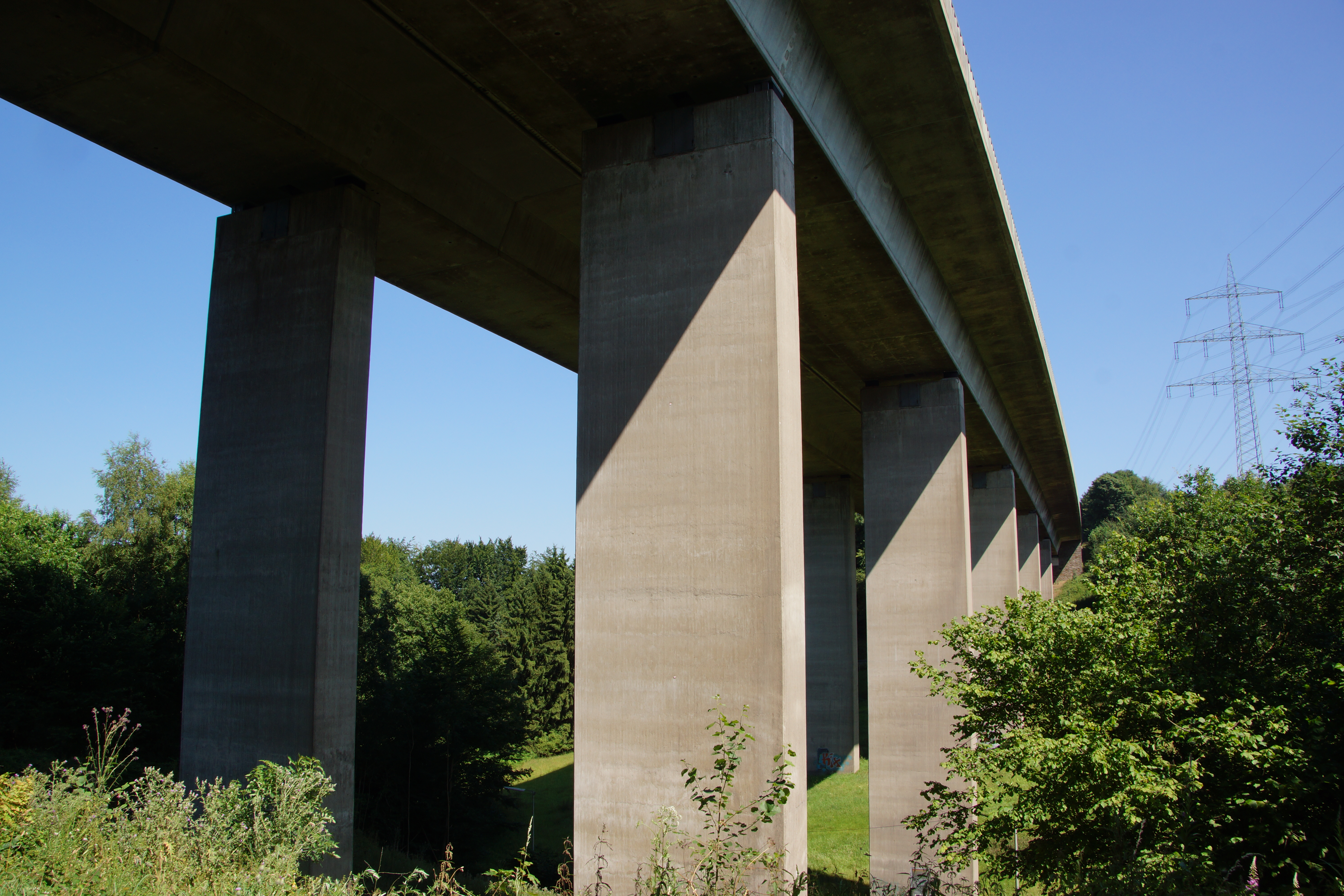
Brücke der A4 nahe Oberbantenberg

Oberbantenberg im Oberbergischen Kreis ist eine von 51 Ortschaften der Stadt Wiehl im Regierungsbezirk Köln in Nordrhein-Westfalen. 

## Lage und Beschreibung
Der Ort liegt zwischen Dieringhausen im Norden und Bielstein im Süden und ist in Luftlinie rund 5 km nördlich vom Stadtzentrum von Wiehl entfernt. Oberbantenberg liegt südlich der Bundesautobahn 4.

## Geschichte
- 1443 wurde der Ort das erste Mal urkundlich erwähnt, und zwar "Einkünfte und Rechte des Kölner Apostelsstiftes."

Schreibweise der Erstnennung: Bantenberch, in der Karte des Herzogtums Berg von 1695 Bontenberg.
- In den Futterhaferzetteln der Herrschaft Homburg von 1580 werden für Bantenbergh fünf Saynische und fünf Bergische Untertanen als Abgabepflichtige gezählt.
- Die ev. Kirche entstand als einfaches Bethaus 1900, der Kirchturm wurde angefügt und im Jahr 1904 eingeweiht. Zugleich wurde ein Friedhof für das neue Unterkirchspiel Oberbantenberg angelegt (zu Wiehl gehörend).
- In den 1970er Jahren hat der Autobahn-Bau der A 4 Köln - Olpe zu einer deutlichen Weiterentwicklung von Oberbantenberg geführt.
- In den 1980er und 1990er Jahren wurden zusätzliche große Baugebiete ausgewiesen, die zur Veränderung der dörflichen Struktur beitrugen.

## Bildung
In Oberbantenberg gibt es eine Förderschule mit dem Förderschwerpunkt "geistige Entwicklung", die "Helen-Keller-Schule", sowie eine Förderschule mit Förderschwerpunkt "körperliche und motorische Entwicklung".

## Wirtschaft und Industrie
Oberbantenberg hat ein Gewerbegebiet und ein Dienstleistungszentrum mit einer Gesamtfläche von 5,1 ha. Das Gewerbegebiet Oberbantenberg hat eine Fläche von 3,1 ha. Es liegt im Ortsteil Am Faulenberg und ist 2,5 km von der Anschlussstelle 25 der A 4 entfernt. Das Dienstleistungszentrum Oberbantenberg ist 2 ha groß. Es ist über die Kreisstraße K 52 zu erreichen und ist 2 km von der Anschlussstelle AS 25 der A 4 entfernt.

## Freizeit

### Wander- und Radwege
- Der Ortsrundwanderweg O „Rund um Bielstein“ durchläuft Oberbantenberg.